# Allied Glass
Allied Glass è un produttore britannico di vetro per l'industria delle bevande, con sede a Leeds, nello Yorkshire occidentale.

## Storia
L'attività è stata fondata nel 1874 da tre soffiatori di vetro dello Yorkshire e un fabbro.
Nel 1880 la società è stata rilevata da Andrew Mooney a causa delle difficoltà finanziarie.
L'azienda è diventata Gregg & Company nel 1905, quando è passata sotto la proprietà dei tre fratelli Jabez, Henry e Alfred Gregg.
Nel 1966 sono state acquisite le attività di Lax & Shaw Leeds da Associated British Foods plc.
Nel 1999 Lax & Shaw Leeds e Gregg & Company si sono unite per creare Allied Glass Containers Ltd, il più grande produttore di vetro indipendente del Regno Unito. 
Nell'agosto 2010, la società è stata acquistata da Barclays Private Equity (ora Equistone Partners Europe)
Nel gennaio 2020 Allied Glass è stata acquisita dalla società di investimenti Sun Capital Partners

## Prodotti
La maggior parte delle bottiglie che produce sono per l'industria degli alcolici del Regno Unito, circa il 60% delle quali è per il whisky, principalmente whisky scozzese. Produce anche bottiglie per l'industria dell'acqua minerale.